# Liste des conseillers régionaux du Loiret

La région Centre (en rouge) sur une carte de France.

La liste des conseillers régionaux du Loiret présente les conseillers régionaux du département français du Loiret situé en région Centre-Val de Loire.

## Mandature 2021-2028
| Nom | Nom                   | Parti | Groupe                                            | Autres mandats                                    |
| --- | --------------------- | ----- | ------------------------------------------------- | ------------------------------------------------- |
|     | François Bonneau      | PS    | Socialistes, Radicaux, Citoyens                   |                                                   |
|     | Cécile Caillou-Robert | PRG   | Socialistes, Radicaux, Citoyens                   |                                                   |
|     | Carole Canette        | PS    | Socialistes, Radicaux, Citoyens                   | Maire de Fleury-les-Aubrais                       |
|     | Jalila Gaboret        | PS    | Socialistes, Radicaux, Citoyens                   |                                                   |
|     | David Jacquet         | PS    | Socialistes, Radicaux, Citoyens                   | Maire d'Artenay                                   |
|     | Romain Mercier        | PS    | Socialistes, Radicaux, Citoyens                   | Adjoint au Maire de Saint-Jean-de-Braye           |
|     | Karin Fischer         | LFI   | Écologie et Solidarité                            |                                                   |
|     | Arnaud Jean           | EÉLV  | Écologie et Solidarité                            | Adjoint au maire d'Ingré                          |
|     | Magali Sautreuil      | ÉCO   | Écologie et Solidarité                            |                                                   |
|     | Dominique Boué        | PCF   | Communiste et Républicain                         |                                                   |
|     | Sylvie Dubois         | PCF   | Communiste et Républicain                         | Ajointe à la maire de Saran                       |
|     | Élodie Babin          | RN    | Rassemblement national et Alliés                  |                                                   |
|     | Cyril Hemardinquer    | UDR   | Non inscrits                                      | Conseiller municipal de Maintenon                 |
|     | Thomas Ménagé         | LAF   | Rassemblement national et Alliés                  | Député du Loiret                                  |
|     | Mathilde Paris        | RN    | Rassemblement national et Alliés                  |                                                   |
|     | Aurore Caro           | LR    | Union de la Droite, du Centre et des Indépendants | Ajointe à la maire, puis maire de Meung-sur-Loire |
|     | Constance de Pélichy  | DVD   | Union de la Droite, du Centre et des Indépendants | Députée du Loiret                                 |
|     | Florent Montillot     | UDI   | Union de la Droite, du Centre et des Indépendants | Adjoint au maire d'Orléans                        |
|     | Sandrine Grégoire     | DVC   | Centre, démocrate, républicain et citoyen         |                                                   |
|     | Matthieu Schlesinger  | DVD   | Centre, démocrate, républicain et citoyen         | Maire d'Olivet                                    |

## Mandature 2015-2021
| Nom | Nom                    | Parti | Groupe                              | Autres mandats |
| --- | ---------------------- | ----- | ----------------------------------- | --- |
|     | Charles de Gevigney    | FN    | Front national                      | |
|     | Jeanne Beaulier        | FN    | Front national                      | |
|     | Philippe Lecoq         | FN    | Front national                      | |
|     | Nadine Boisgerault     | FN    | Front national                      | |
|     | Ludovic Marchetti      | FN    | Front national                      | |
|     | Jacques Martinet       | LR    | Union de la droite et du centre     | Maire de Saint-Denis-en-Val |
|     | Constance de Pélichy   | LR    | Union de la droite et du centre     | Maire de la Ferté-Saint-Aubin                                                                                                  |
|     | Christian Bouleau      | LR    | Union de la droite et du centre     | Maire de Gien |
|     | Marie-Agnès Linguet    | UDI   | Union de la droite et du centre     | Maire de Fleury-les-Aubrais |
|     | Florent Montillot      | UDI   | Union de la droite et du centre     | Maire-adjoint d'Orléans |
|     | François Bonneau       | PS    | Socialistes, radicaux et démocrates | Président du Conseil régional du Centre-Val de Loire                                                                           |
|     | Christelle de Crémiers | EÉLV  | Écologistes                         | |
|     | Olivier Frézot         | PS    | Socialistes, radicaux et démocrates | |
|     | Anne Leclercq          | PS    | Socialistes, radicaux et démocrates | |
|     | Benoît Faucheux        | EÉLV  | Écologistes                         | |
|     | Fanny Pidoux           | PS    | Socialistes, radicaux et démocrates | |
|     | Christian Dumas        | PS    | Socialistes, radicaux et démocrates | |
|     | Jalila Gaboret         | PS    | Socialistes, radicaux et démocrates | |
|     | Jean-Philippe Grand    | EÉLV  | Écologistes                         | |
|     | Anne Besnier           | PS    | Socialistes, radicaux et démocrates | Vice-présidente de la Communauté de Communes des Loges Vice-présidente du Conseil régional chargée de l'Enseignement supérieur |

## Mandature 2004-2010
Le Loiret compte 19 conseillers régionaux sur les soixante-dix-sept élus qui composent l'assemblée du conseil régional du Centre issus des élections des 21 et 28 mars 2004.
| Nom | Nom                    | Groupe | Positionnement       | Autres mandats                                                             |
| --- | ---------------------- | ------ | -------------------- | -------------------------------------------------------------------------- |
|     | Monique Bévière        | UMP    | Opposition régionale | 1re adjointe au maire de Pithiviers, présidente du Pays Beauce et Gâtinais |
|     | François Bonneau       | PS     | Majorité régionale   | Vice-président chargé des lycées                                           |
|     | Monique Bosset         | MoDem  | Opposition régionale |                                                                            |
|     | Marc Brynhole          | PCF    | Majorité régionale   |                                                                            |
|     | Jean-Luc Burgender     | Verts  | Majorité régionale   |                                                                            |
|     | Moïsette Crosnier      | Verts  | Majorité régionale   |                                                                            |
|     | Véronique Daudin       | PCF    | Majorité régionale   |                                                                            |
|     | Véronique Jamet        | FN     | Opposition           |                                                                            |
|     | Jean-Lin Lacapelle     | FN     | Opposition           |                                                                            |
|     | Loïs Lamoine           | PS     | Majorité régionale   |                                                                            |
|     | Charles-Éric Lemaignen | UMP    | Opposition régionale | Président de la Communauté d'Agglomération d'Orléans                       |
|     | Marie-Madeleine Mialot | PS     | Majorité régionale   |                                                                            |
|     | Michel Maudry          | MoDem  | Opposition régionale |                                                                            |
|     | Micheline Prahecq      | PS     | Majorité régionale   |                                                                            |
|     | Jacques Reboul         | PCF    | Majorité régionale   |                                                                            |
|     | Jean-Marc Rousseau     | PS     | Majorité régionale   |                                                                            |
|     | Franck Supplisson      | UMP    | Opposition régionale | Adjoint au maire de Montargis                                              |
|     | Sylvie Vauvilliers     | PCF    | Majorité régionale   |                                                                            |